# Kabarett Denkzettel
Das Kabarett-Trio Kabarett Denkzettel aus Magdeburg bestand ursprünglich aus Thomas Müller, Vera Feldmann und Frank Hengstmann. 2005 wurde das Kabarett offiziell unter diesem Namen gegründet, man trat jedoch schon seit 2003 gemeinsam auf, da die drei Akteure von 2003 bis 2005 Ensemblemitglieder der Magdeburger Zwickmühle waren. 
2006 gewann das Kabarett Denkzettel, noch mit Frank Hengstmann im Ensemble, den renommierten Kabarettpreis Reinheimer Satirelöwe. Seit Oktober 2008 trat an Stelle Hengstmanns Knut Müller-Ehrecke als dritter „Denkzettel“ auf. 
Im Mai 2009 gab Müller die Auflösung des Kabaretts bekannt. Seitdem gibt es keine Auftritte mehr.

## Stil
Die politisch-satirischen Programme zeichneten sich durch eine hohe Musikalität aus. Müller und Hengstmann beherrschen beide mehrere Instrumente. Musikalische Parodien waren fester Bestandteil jedes Programms und zum Markenzeichen des Kabaretts geworden. Abwechslungsreich gestalteten sich die Programme auch inhaltlich. Lokalpolitische Inhalte finden sich ebenso wie überregionale bzw. bundespolitische Themen. 
Markante, zum Teil wiederkehrende Figuren wie der Olle Fritz (Friedrich der Große), das Magdeburger Original Manni Fest oder Karl Lagerfeld eröffneten dem Publikum neue und amüsante Ansichten auf aktuelle politische Themen.
Thomas Müller und Frank Hengstmann schrieben alle Texte selbst. Zusammen schrieben sie die wohl erste Kabarett-Trilogie Deutschlands.

## Programme
- 2003 „Das Schweigen der Hämmer“ (als Magdeburger Zwickmühle)
- 2004 „Manche mogeln heiß“ (als Magdeburger Zwickmühle)
- 2005 „Feudal is muss! Oder: King komm!“
- 2006 „Kapital is muss! Oder: Wir haben uns verlassen!“
- 2007 „Sozial is muss! Oder: Den Rest kriegen wir später!“
- 2008 „Wir machen den Abflug“
- 2008 „Erste Wahl“
- 2006 und 2007 „Wenn die Väter mit den Söhnen Teil 1+2“ (Frank Hengstmann und Thomas Müller gemeinsam mit ihren Söhnen Tobias Hengstmann, Sebastian Hengstmann und Johannes Müller)

## Spielstätte
Von 2003 bis 2005 war das Trio zunächst Mitglied der Magdeburger Zwickmühle. 2005 gründeten die drei das Kabarett Denkzettel und traten unter diesem Namen noch bis 2008 als ständige Gäste in der Magdeburger Zwickmühle auf.
Im März 2008 eröffneten Thomas Müller und Frank Hengstmann zusammen eine eigene Spielstätte im Hundertwasserhaus Magdeburg. Diese war seitdem feste Spielstätte des Kabaretts. Im Mai 2009 wurde diese allerdings geschlossen.
Das Kabarett Denkzettel war außerdem seit 2005 ständiger Gast auf dem Theaterschiff in Hamburg und absolviert deutschlandweit Gastspiele.